# Carl Ridders
 (janvier 2021).
Si vous disposez d'ouvrages ou d'articles de référence ou si vous connaissez des sites web de qualité traitant du thème abordé ici, merci de compléter l'article en donnant les références utiles à sa vérifiabilité et en les liant à la section « Notes et références ».
Carl Ridders, né le 30 juin 1958 à Rosendael et mort le 7 décembre 2008 à Anvers, est un acteur néerlandais. Il est notamment connu pour le rôle de Woppy, dans la série télévisée pour la jeunesse Wizzy & Woppy.

## Biographie
Carl Ridders naît le 30 juin 1958 à Rosendael
En 1999, Carl incarne Woppy la souris dans la série télévisée Wizzy & Woppy.
Un an plus tard il joue le rôle de Kabouter Slim dans le film Plop in de Wolken.
Il a également joué le rôle d'un voleur d'art dans la série télévisée policière flamande Flikken.
Atteint de la maladie musculaire ALS, Il se fait euthanasier à Anvers le 7 décembre 2008 à l'âge de 50 ans.

## Filmographie
- 1990 : Le Sacrement (Het sacrament) de Hugo Claus : Claude
- 1999 : Wizzy & Woppy : Woppy
- 2000 : Plop in de Wolken : Kabouter Slim